# بیبرن
بیبرن (به آلمانی: Biebern) یک شهر در آلمان است که در راین-هونسروک واقع شده‌است. بیبرن ۳۴۲ نفر جمعیت دارد.

## نگارخانه

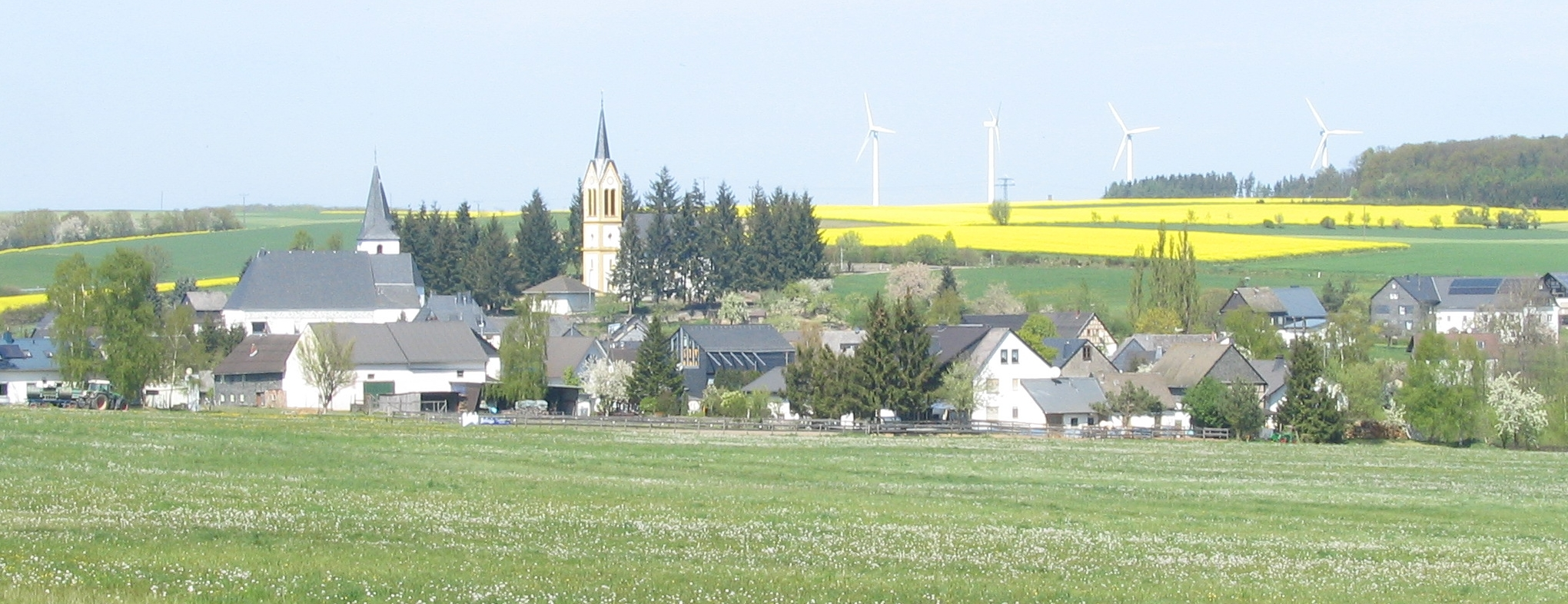
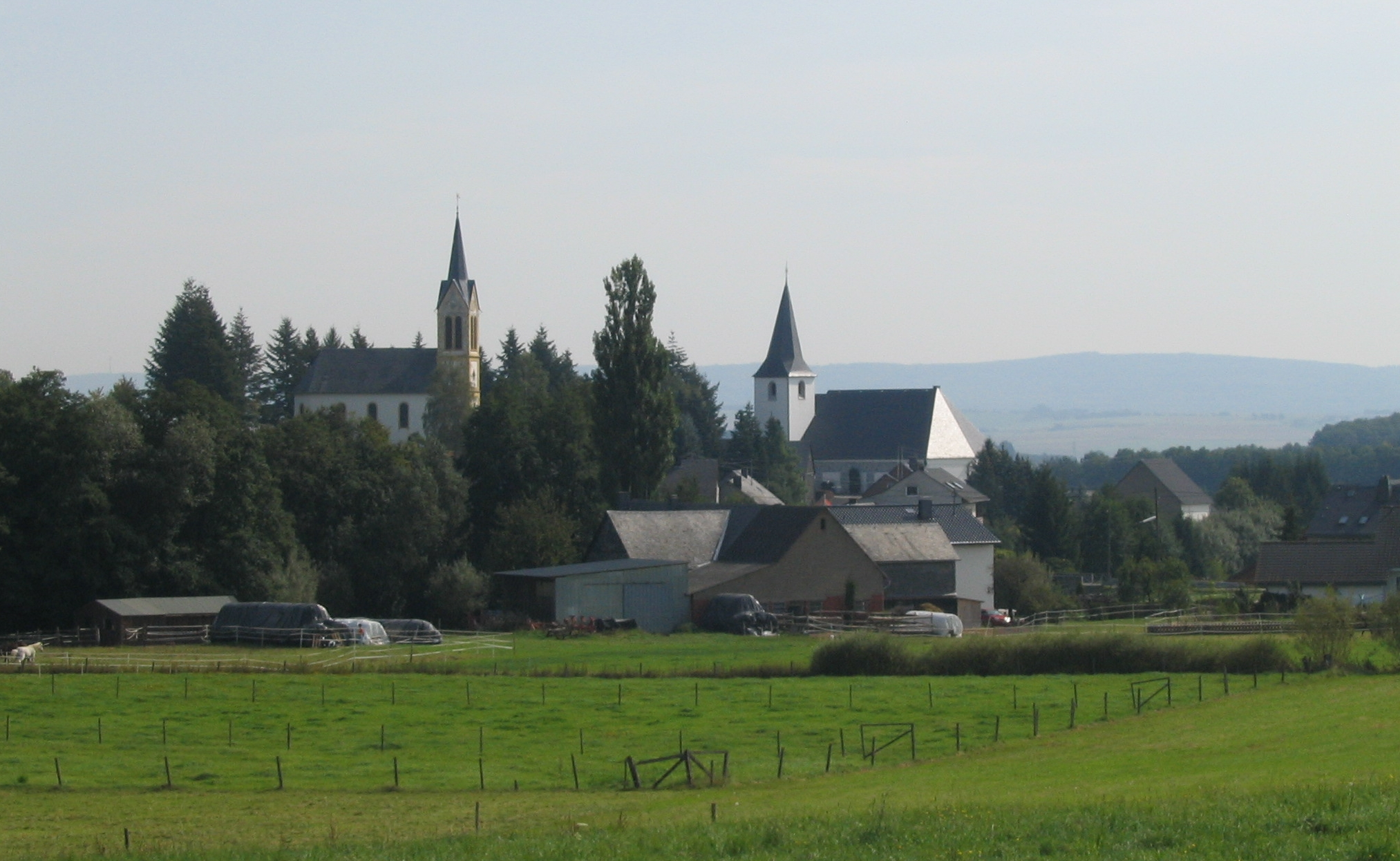
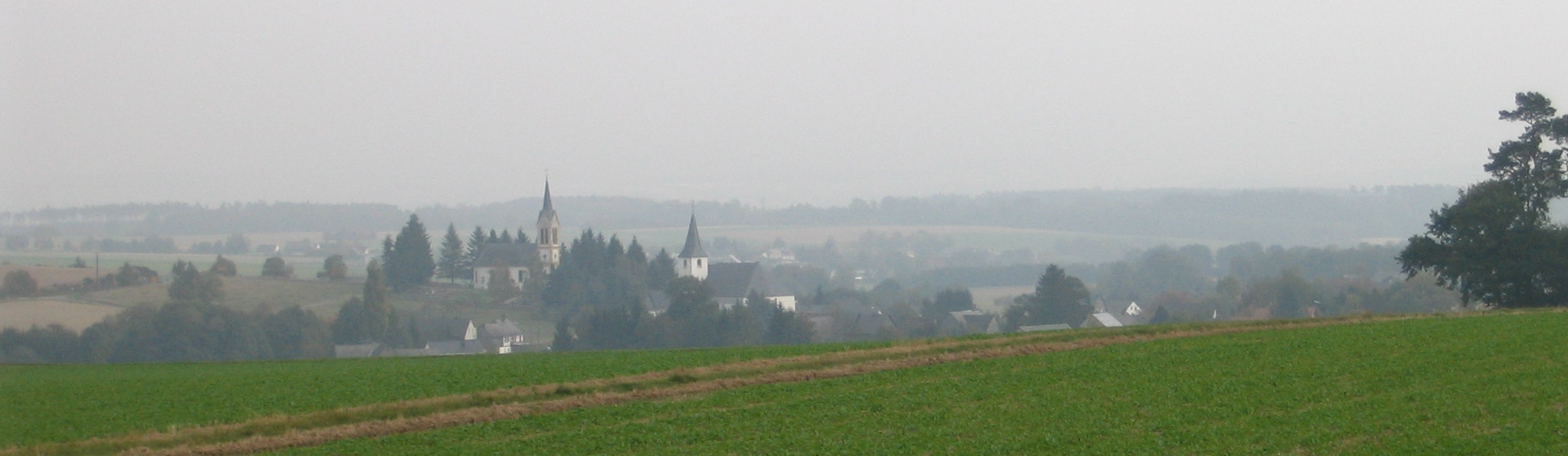
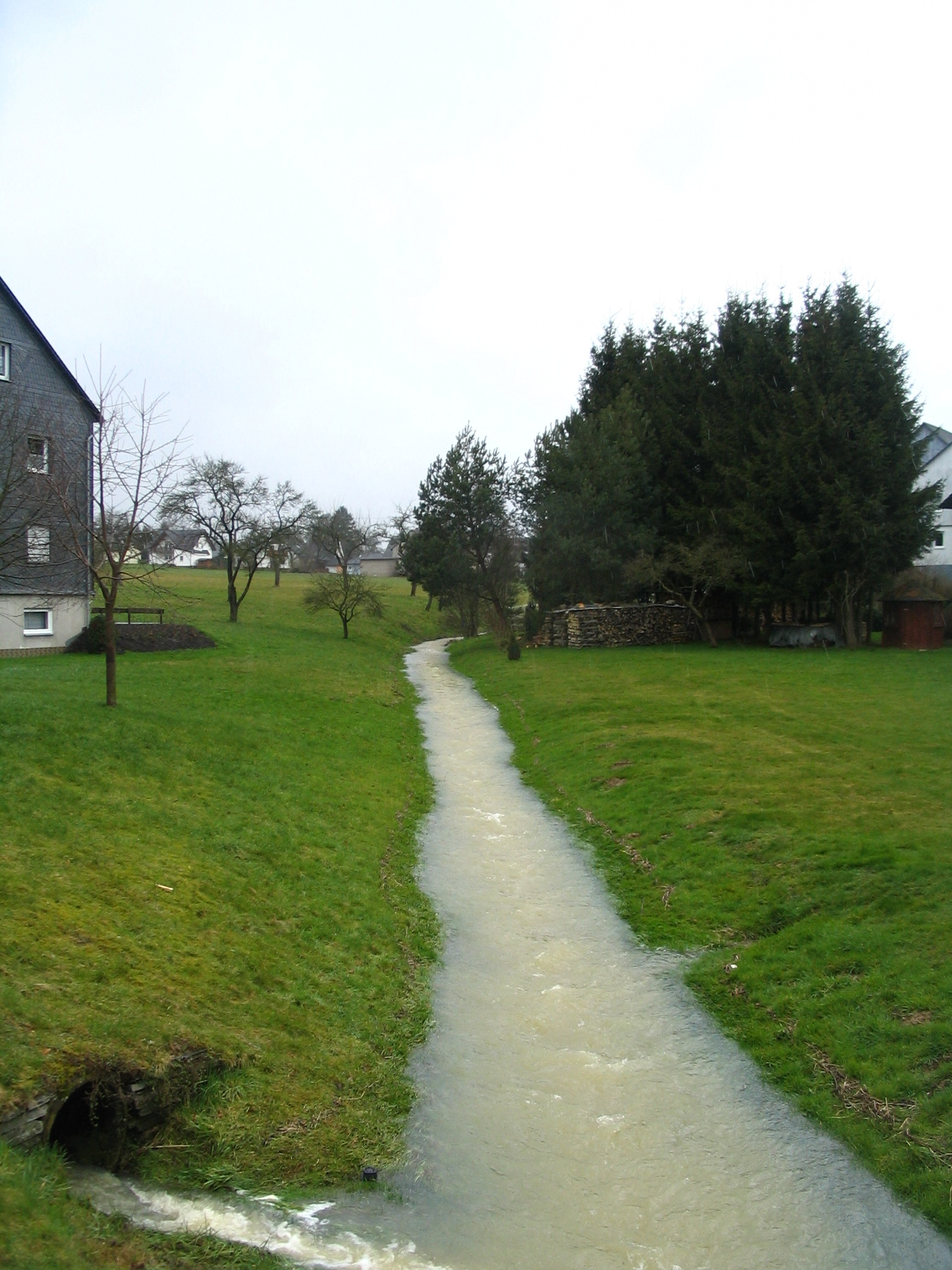